# کژنوک‌ها
کژنوک‌ها (نام علمی: Drepanis) نام یک سرده منقرض‌شده از زیرخانواده عسل‌کش هاوایی است.

## گونه‌ها
- کژنوک سیاه
- کژنوک هاوایی
- عسل‌کش سرخ‌فام